# Aloe yemenica
Aloe yemenica ist eine Pflanzenart der Gattung der Aloen in der Unterfamilie der Affodillgewächse (Asphodeloideae). Das Artepitheton yemenica verweist auf das Vorkommen der Art im Jemen.

## Beschreibung

### Vegetative Merkmale
Aloe yemenica wächst stammbildend und verzweigt sich von der Basis aus. Der hängende, selten aufrechte Stamm erreicht eine Länge von bis zu etwa 50 Zentimeter. Die schwertförmigen Laubblätter sind zerstreut an den Trieben angeordnet. Die grüne Blattspreite ist etwa 55 Zentimeter lang und 3,5 Zentimeter breit. Im Jugendstadium ist sie gefleckt. Die Zähne am Blattrand sind kurz und stehen 8 bis 10 Millimeter voneinander entfernt. Die Blattscheiden sind bis zu 3 Zentimeter lang.

### Blütenstände und Blüten
Der aufsteigende oder zurückgebogen Blütenstand weist bis zu vier Zweige auf und erreicht eine Länge von 30 Zentimeter. Die lockeren Trauben sind zylindrisch. Die eiförmig-spitzen Brakteen weisen eine Länge von 10 Millimeter auf und sind 7 Millimeter breit. Die roten, selten gelben Blüten stehen an 8 bis 10 Millimeter langen Blütenstielen. Sie sind etwa 22 Millimeter lang.

### Genetik
Die Chromosomenzahl beträgt {\displaystyle 2n=14}.

## Systematik und Verbreitung
Aloe yemenica ist in Saudi-Arabien und Jemen auf Sandsteinklippen in Höhen von 700 bis 2000 Metern verbreitet.
Die Erstbeschreibung durch John Richard Ironside Wood wurde 1983 veröffentlicht.

## Nachweise